# 방주호
방주호(1994년 10월 29일 ~ )는 대한민국의 희극 배우이다. 2016년 KBS 31기 공채 개그맨으로 데뷔하였다.

## 방송 활동
- KBS 《개그콘서트》

〈나타나〉
〈봉숭아학당〉 문교장 경호원 역
〈당황스럽다〉

## 영화 활동
- 오토바이남 《범죄도시4》

줄거리: 마동석 오토바이 낚아채려고
```
대사: 어 뭐야 왜?안가?

```